# Savignac-Lédrier
Savignac-Lédrier – miejscowość i gmina we Francji, w regionie Nowa Akwitania, w departamencie Dordogne.
Według danych na rok 1990 gminę zamieszkiwało 737 osób, a gęstość zaludnienia wynosiła 27 osób/km² (wśród 2290 gmin Akwitanii Savignac-Lédrier plasuje się na 554. miejscu pod względem liczby ludności, natomiast pod względem powierzchni na miejscu 323.).